# Брогден (Северна Каролина)
Брогден (енгл. Brogden) насељено је место без административног статуса у америчкој савезној држави Северна Каролина.

## Демографија
По попису из 2010. године број становника је 2.633, што је 274 (-9,4%) становника мање него 2000. године.
| Група             | 2000.         | 2010.         |
| Белци             | 1.011 (34,8%) | 793 (30,1%)   |
| Афроамериканци    | 1.654 (56,9%) | 1.418 (53,9%) |
| Азијати           | 10 (0,3%)     | 18 (0,7%)     |
| Хиспаноамериканци | 194 (6,7%)    | 364 (13,8%)   |
| Укупно            | 2.907         | 2.633         |